# Вальтер, Ханс-Юрген
Ханс-Юрген Вальтер (нем. Hans-Jürgen Walther; 4 ноября 1919, Шверин — 7 ноября 2011, Плюдерхаузен) — немецкий дирижёр.

## Биография
В 1937 году поступил на военную службу, оставался на ней до конца Второй мировой войны. В 1945—1950 годах изучал дирижирование в Гамбурге. В 1950—1957 годах возглавлял Гамбургский камерный оркестр, затем в 1959—1968 годах — Швабский симфонический оркестр. В 1969—1971 годах работал в музыкальном издательстве Schott, а в 1971—1984 годах руководил музыкальной школой в Шорндорфе.
Вальтер оставил обширную дискографию, главным образом, относящуюся к 1950-м годам и зачастую выпускавшуюся полулегальными контрафактными фирмами, подписывавшими записи набором произвольно выдуманных псевдонимов, из которых твёрдо известны лишь некоторые: Карл Йергенс, Карл Ройтер, Вальтер Юргенс и др. Наиболее частыми партнёрами Вальтера в качестве солистов выступали скрипачка Жанин Андраде и пианистка Сондра Бьянка. Среди этих записей известны, в частности, концерт для скрипки с оркестром П. И. Чайковского и «Шехерезада» Н. А. Римского-Корсакова (с Гамбургским симфоническим оркестром), «Петя и волк» С. С. Прокофьева и фортепианный концерт Джона Айрленда (с Гамбургским филармоническим оркестром), «Неоконченная симфония» Франца Шуберта и вальсы Иоганна Штрауса-сына (с Симфоническим оркестром Северогерманского радио), симфонии № 40 и № 41 Вольфганга Амадея Моцарта (с гамбургским оркестром «Pro Musica»).
1. 1 2  Hans-Jürgen Walther // Discogs (англ.) — 2000.